# 1996-os német helyesírási reform
Az 1996-os német helyesírási reform a német ortográfiát és interpunkciót ért módosítás, mely a helyesírási szabályzat egyszerűsítésére és racionalizálására irányult. Célja volt, hogy a nyelvtanulók számára könnyebben elsajátíthatóvá tegye a német írásszokásokat anélkül, hogy jelentős változtatás essék németajkúaknak ismerős hagyományos ortográfiában.
A reform nemzetközi egyeztetés keretében valósult meg. Négy német nyelvű ország - Németország, Ausztria, Liechtenstein, és Svájc - írta alá a reformot részben meghatározó szándéknyilatkozatot Bécsben 1996 júliusában. Luxemburg nem vett részt, annak ellenére, hogy a három hivatalos nyelve közül az egyik a német, habár idővel felvette a javasolt változtatásokat.
A modifikált helyesírás használata kötelezővé vált a közintézményeknél és az iskolákban bizonyos német szövetségi államokban az átmeneti időszak után, noha közben kampány indult a reform ellen. Az ennek következtében kezdetét vevő széleskörű társadalmi vita egészen Németország alkotmánybíróságáig került, amely végül jóváhagyta a reformot. 2006-ban azonban a 2004-ben felállt Német Helyesírási Tanács (németül: Rat für deutsche Rechtschreibung) egyes 1996-os módosítások visszavonása mellett foglalt állást. Az általa megszavazott változtatások kompromisszumos megoldásként kívántak elfogadottá válni. Ezek abban az évben jogerőre emelkedtek.

## Változtatások 1996 után
2004-ben néhány szabály megváltozott, és több/néhány írásváltozatot variánsként engedélyeztek. 2006-ban aztán jelentős változások történtek a szabályzatban. Ekkor nyilvánítottak első alkalommal egyéb írásmódokat érvénytelennek. Ez utóbbiak az iskolai oktatásban és hivatalos levélforgalomban ugyanúgy elavultak lettek, mint azok, amelyek már 1998 óta érvénytelenek.

## A helyesírás változásai 2004-ben az 1996-os szabályozással szemben
Azáltal, hogy a hivatalos helyesírást 2004-ben újrafogalmazták, az 1996-ban újonnan bevezetett írást nem vonták vissza, cserébe újabb variánsokat fűztek hozzá.
- A Leid tun változaton túl, bevezették a leidtun verziót.
- Állandósult kapcsolatok esetén elöljárószóból és ragozott melléknévből a szókapcsolatot megelőző névmás nélkül a kisbetűs írás mellett megengedték a nagybetűs írást: von neuem/Neuem, bei weitem/Weitem, bis auf weiteres/Weiteres, seit längerem/Längerem, binnen kurzem/Kurzem.
- Bizonyos melléknévi igeneves kapcsolatoknál az egybeírt változatokat megint megengedték: példának okán a Zeit sparend mellett megint lehetséges a zeitsparend (a középfokhoz megfelelően zeitsparender és a felsőfokhoz am zeitsparendsten).

## A helyesírás változásai 2006-ban 2004-hez képest
2006. március 2-án a német kultuszminiszteri konferencia a Német Helyesírási Tanács javasolta változtatásokat átvette, amelyek 2006. augusztus 1-je óta érvényesek és 2007. augusztus 1-je óta kötelezővé váltak.
Az írás most még szabadabb és lehetőség van eldönteni, hogy ezt vagy azt az írásváltozatot szeretnénk-e használni. Néhány változás kötelező érvényű, azaz a korábbi reform-változat mára helytelennek számít. Ezeket az eseteket a továbbiakban fekete, tele négyszöggel jelöljük (■)

### Egybe- vagy különírás

#### Igék
1. ■ igepartikulák (Verpartikel), amelyek nem állandó kapcsolatot képeznek (die unfeste Zusammensetzungen bilden), már nem csak az elöljárószók és egy szigorúan előírt számú határozószó, hanem gyakorlatilag az összes határozószó, abban az esetben ha ezeken van a főhangsúly. Tehát most a következő változatok is helyesek ... beisammenbleiben ... Ha az igén van a hangsúly, akkor külön kell írni: zusammen tanzen, nacheinander gehen, voneinander lernen ...
2. Ige + ige: A két igéből álló kapcsolatokban a bleiben és lassen igékkel mint második elemnél, ha az átvitt értelemben használjuk akkor § 34 E7 értelmében megint lehetséges az egybeírás, tehát liegenbleiben, sitzenbleiben, stehenlassen …. Ugyanez érvényes a kennenlernen-re is.
3. Főnév + ige: lehetséges mind az összetételek egybeírása, mind a szócsoportonkénti különírása a danksagen/Dank sagen és gewährleisten/Gewähr leisten kivételével, de lehetséges achtgeben/Acht geben, achthaben/Acht haben, haltmachen/Halt machen, maßhalten/Maß halten valamint az olyan esetekben mint pl. marathonlaufen/Marathon laufen, staubsaugen/Staub saugen.
4. ■ elhomályosult főnév + ige: A következő igéket eislaufen, kopfstehen, leidtun valamint nottun kizárólagosan összetételnek tekintjük (ez vonatkozik a kis- és nagybetűs írásra is): Es tut mir leid. – Seefahrt tut not. …
5. melléknév + ige: ha egy egyszerű melléknév valamely esemény eredményét jelöli, lehet egybe is, de külön is írni: fern bleiben/fernbleiben, näher kommen/näherkommen, voll laden/vollladen, warm halten/warmhalten … új jelentés esetén csak egybe: kurzarbeiten, richtigstellen, schwerfallen …
A fokozható melléknév ill. az -ig, -isch, -lich képzős melléknevekre vonatkozó szabályozás helyett a következő az érvényes „Verbindungen mit morphologisch komplexen oder erweiterten Adjektiven“ getreten.